# Чубарская волость
Чубарская волость — административная единица на севере Кустанайского уезда Тургайской области Российской империи, существовавшая во второй половине XIX — начале XX вв. Населена была преимущественно оседло-кочевыми киргизами (казахами) племен Кыпшак (карабалык, кольденен), Байулы (жаппас), Жетыру (рамадан), Аргын (ермен : кырыкмылтык), на границе с Уйской пограничной линией. В пределах Кустанайского уезда граничила с Саройской и Кенаральской волостями.